# 恋する瞳は美しい/やさしい気持ちで
『恋する瞳は美しい／やさしい気持ちで』（こいするひとみはうつくしい/やさしいきもちで）は、日本の女性歌手であるSuperflyの8作目のシングル。

## 概要
2009年7月29日に発売された。Superfly初の両A面シングルであり、2枚目のアルバム『Box Emotions』からの先行シングルとなる。初回プレス盤のみ、デジパックケースとなっている。
CDシングルとしては前作『My Best Of My Life』から約2ヶ月ぶり、配信限定も含めると『Alright!!』から約1ヶ月ぶりのシングル。A面はどちらもタイアップがあり、ミュージック・ビデオも作られている。また、ジャケットの表は「恋する瞳は美しい」のジャケットで、裏は「やさしい気持ちで」のジャケットになっている。

## 収録曲
1. 恋する瞳は美しい（4:41）
（作詞：越智志帆、作曲：多保孝一、編曲：蔦谷好位置）
  - 「Canon IXY DIGITAL 510 IS/210 IS」のCMソング[2]。
2. やさしい気持ちで（4:06）
（作詞：越智志帆、作曲：多保孝一、編曲：蔦谷好位置+多保孝一）
  - フジテレビ『めざましテレビ』2009年度のテーマソング[2]。
  - 『三宅智子の女子的☆駅弁紀行』（鉄道チャンネル）オープニングテーマソング。
  - 日本テレビ『輝きYELL!』テーマソング。
  - 西日本シティ銀行「銀行は、人だ。」CMソング[3]
  - 幾重にも重ねられた分厚い「音の壁」のようなサウンドで構築されている。例を挙げると、4人のギタリストが集い、アコースティック・ギターを同時に録音したものを更にオーバーダビングしていくという、新たな試みが見られる。
  - ビデオ・クリップは、志帆が色々な人とハグをしていくというもの。中には白クマや電柱（両者とも着ぐるみ）ともハグをしている。映像はワンシーンワンカットで撮影されている。
3. スキップ・ビート (Live From NHK Hall)（4:08）
（作詞・作曲：桑田佳祐、編曲：蔦谷好位置）
  - KUWATA BANDの楽曲。
NHKホールでのツアーファイナルのライブ音源を収録。歌詞を間違えた個所もそのまま収録。
4. Late For The Sky（5:33）
（作詞・作曲：Jackson Browne、編曲：蔦谷好位置）
  - ジャクソン・ブラウンのカバー。

## 楽曲の収録アルバム
恋する瞳は美しい
- 『Box Emotions』（#5）
- 『Superfly BEST』（#10・Disc 1）
- 『Superfly 10th Anniversary Greatest Hits “LOVE, PEACE & FIRE”』 （#7・Disc 1）

やさしい気持ちで
- 『Box Emotions』（#6）
- 『Superfly BEST』（#11・Disc 1）
- 『Superfly 10th Anniversary Greatest Hits “LOVE, PEACE & FIRE”』 （#12・Disc 1）

Late For The Sky
- 『Wildflower & Cover Songs:Complete Best 'TRACK 3'』（#11・Disc 2）

## やさしい気持ちで (マイ・エレメントver.)
2023年6月、「やさしい気持ちで」をリアレンジのうえ再収録した『やさしい気持ちで (マイ・エレメントver.)』が、ディズニー&ピクサー映画『マイ・エレメント』の日本版エンドソングに決定したことが発表された。
本音源は、同年7月4日に各配信サイトよりデジタル・ダウンロードにてリリースされた。
iTunes、レコチョク等
1. やさしい気持ちで (マイ・エレメントver.)（3:55）
（作詞：越智志帆、作曲：多保孝一、編曲：宮田“レフティ”リョウ）